# Dusicyon
Dusicyon este un gen dispărut de mamifere. Genul cuprindea speciile Dusicyon australis, Dusicyon avus și Dusicyon cultridens.

## Legături externe
Materiale media legate de Dusicyon la Wikimedia Commons